# Gino Mäder
Gino Mäder (Flawil, 4 januari 1997 – Chur, 16 juni 2023) was een Zwitserse wielrenner. Hij overleed aan de verwondingen die hij een dag eerder had opgelopen bij een zware valpartij in de Ronde van Zwitserland.

## Carrière
In de jeugdcategorieën stond Mäder bekend als een goede tijdrijder en klimmer. In 2015 behaalde hij bij de junioren de Zwitserse titel in het tijdrijden. Op het wereldkampioenschap werd hij vijfde in de tijdrit. In 2018 won hij onder meer een etappe in de Ronde van de Elzas en werd hij vierde op het wereldkampioenschap bij de beloften. Dat jaar werd hij ook derde in het eindklassement van de Ronde van de Toekomst, na Tadej Pogačar en Thymen Arensman.
In 2019 werd hij beroepsrenner bij Team Dimension Data, na eerder al twee seizoenen voor Zwitserse amateurploegen te hebben gereden. In zijn eerste meerdaagse wielerwedstrijd, de Ronde van San Juan, eindigde hij elfde in het eindklassement en tweede in het jongerenklassement, na Remco Evenepoel. In 2021 maakte hij de overstap naar Bahrain-Victorious. Zijn eerste overwinning voor die ploeg behaalde hij in de Ronde van Italië van 2021: nadat hij de hele dag in de vlucht had gezeten won hij de 6e etappe. Kort daarna won hij de 8e etappe in de Ronde van Zwitserland, waarin hij Michael Woods versloeg in de sprint. In 2021 was Mäder ook succesvol in de Ronde van Spanje waar hij het jongerenklassement won. Hij werd ook 5e in het eindklassement.
In 2022 was hij op zijn best in de Ronde van Spanje: hij zat in vier etappes mee in de vlucht van de dag.
Op 15 juni 2023 viel hij in de vijfde etappe van de Ronde van Zwitserland bij de afdaling van de Albulapas in een ravijn. De koersdokter trof hem bewegingsloos aan in het water. Hij werd gereanimeerd en vervolgens per helikopter afgevoerd naar het ziekenhuis in Chur, waar hij de volgende dag overleed aan zijn verwondingen.

## Liefdadigheid
Tijdens de Ronde van Spanje 2021 reed Mäder een bedrag van €4000,- bijeen voor de Amsterdamse NGO Justdiggit, die focust op het herstellen van uitgedroogd land in Afrika. Iedere rijder die achter hem bleef in het algemeen klassement leverde €10,- op.
In 2024 werd een nieuwe prijs bij de Vélo d'Or Mondial, voor een rijder die zich onderscheidt door sociale betrokkenheid, in het leven geroepen. Deze werd de Gino Mäder Prijs genoemd.

## Overwinningen
2015
Proloog Tour du Pays de Vaud
1e etappe Tour du Pays de Vaud
 Zwitsers kampioen tijdrijden, junioren
2018
4e etappe Ronde van de Isard
4e etappe Ronde van de Elzas
 Puntenklassement Ronde van de Elzas
8e etappe Ronde van de Toekomst
10e etappe Ronde van de Toekomst
6e etappe Ronde van Hainan
2021
6e etappe Ronde van Italië
8e etappe Ronde van Zwitserland
 Jongerenklassement Ronde van Spanje

## Resultaten in voornaamste wedstrijden
| Jaar | Ronde van Italië | Ronde van Frankrijk | Ronde van Spanje |
| ---- | ---------------- | ------------------- | ---------------- |
| 2020 |                  |                     | 20e              |
| 2021 | opgave (1)       |                     | 5e               |
| 2022 |                  |                     | 20e              |
| 2023 |                  |                     |                  |

| Jaar | Luik-Bast.‑Luik | Ronde van Lombardije | Waalse Pijl | Clásica San Sebastián |  | Wereldranglijsten |
| ---- | --------------- | -------------------- | ----------- | --------------------- |  | ----------------- |
| 2020 | opgave          | opgave               | 83e         |                       |  | 381e (UWR)        |
| 2021 |                 |                      |             |                       |  |                   |
| 2022 |                 | opgave               | 55e         | 29e                   |  |                   |
| 2023 |                 |                      | 34e         |                       |  |                   |

## Ploegen
- 2017 –  VC Mendrisio-PL Valli
- 2018 –  IAM Excelsior
- 2019 –  Team Dimension Data
- 2020 –  NTT Pro Cycling
- 2021 –  Bahrain-Victorious
- 2022 –  Bahrain-Victorious
- 2023 –  Bahrain Victorious

Bak · Boasson Hagen · Cavendish · Cummings · Davies · de Bod · Dlamini · Eisel · Gasparotto · Gebreigzabhier · Gibbons · J. Janse van Rensburg · R. Janse van Rensburg · King · Kreuziger · Mäder · Meintjes · Nizzolo · O'Connor · Renshaw · Slagter · Thomson · Tiller · Valgren · Venter · Vermote · Wyss
Barbero · Battistella · Boasson Hagen · Campenaerts · Carbel · De Bod · Dlamini · Dyball · Gasparotto · Gebreigzabhier · Gibbons · Gogl · Iribe · Janse van Rensburg · King · Kreuziger · Mäder · Meintjes · Nizzolo  · O'Connor · Pozzovivo · Sobrero · Stokbro · Sunderland · Thomson · Tiller · Valgren · Walscheid · Wyss
Arashiro · Bauhaus · Bilbao · Buitrago · Capecchi · Caruso · Colbrelli  · Davies · Feng · Jack · Haller · Haussler · Inkelaar · Landa · Madan · Mäder · Milan· Mohorič · Novak · Padoen · Pernsteiner · Poels · Sieberg · Teuns · Tratnik · Valls · Williams · Wright
Arashiro · Bauhaus · Bilbao · Buitrago · Caruso · Colbrelli · Feng · Govekar (vanaf 1/6) · Gradek · Haig · Haussler · Landa · Maciejuk · Madan · Mäder · Milan· Mohorič · Novak · Osorio (tot 31/3) · Pernsteiner · Poels · Price-Pejtersen · Sánchez · Sütterlin · Teuns (tot 4/8) · Tratnik · Williams · Wright · Zambanini · Miholjević (stagiair)
Arashiro · Arndt · Bauhaus · Bilbao · Buitrago · Buratti (vanaf 12/4) · Caruso · Govekar · Gradek · Haig · Haussler (tot 7/4) · Kepplinger · Landa · Maciejuk · Madan · Mäder (overleden 16/7) · Miholjević · Milan· Mohorič · Pasqualon · Pernsteiner · Poels · Price-Pejtersen · Rajović · Scott · Sütterlin · Tiberi (vanaf 1/6) · Tu · Wright · Zambanini
- Gemeinsame Normdatei: 1292919914
- Virtual International Authority File: 3168740935279530009